# Bakonykúti, Fejér
Bakonykúti  este un sat în districtul Székesfehérvár, județul Fejér, Ungaria, având o populație de 123 de locuitori (2011). 

## Demografie
Componența etnică a satului Bakonykúti
     Maghiari (100%)
Componența confesională a satului Bakonykúti
     Romano-catolici (41,46%)
     Fără religie (22,76%)
     Reformați (12,2%)
     Atei (4,07%)
     Necunoscută (19,51%)
Conform recensământului din 2011, satul Bakonykúti avea 123 de locuitori. Din punct de vedere etnic, majoritatea locuitorilor (100,0%) erau maghiari, cu o minoritate de polonezi (2,52%). Nu există o religie majoritară, locuitorii fiind romano-catolici (41,46%), persoane fără religie (22,76%), reformați (12,2%) și atei (4,07%). Pentru 19,51% din locuitori nu este cunoscută apartenența confesională.